# الجزرونية
الجزرونية قرية سوريّة تتبع إداريّاً لمحافظة حلب منطقة عفرين ناحية معبطلي، بلغ تعداد سكانها 130 نسمة حسب التعداد السكاني لعام 2004.